# NGC 6049
Désignations
NGC 6049 est une étoile située dans la constellation du Serpent. L'astronome britannique John Herschel a enregistré la position de cette étoile le 24 avril 1830. Vraisemblablement, Herschel a été trompé par l'éblouissement de l'étoile et il l'a décrite comme une nébuleuse dont « l'atmosphère s'étend sur 2 minutes d'arc ».
Dans le catalogue Henry Draper, cette étoile est désignée HD 144426. C'est une binaire spectroscopique. Selon les plus récentes mesures effectuées par le satellite Gaia, sa distance est égale à 136,752 ± 0,832 2 Mpc (∼446 millions d'al). Sa vitesse est égale à −21,30 ± 3,20 km/s .